# Veber
Veber je priimek v Sloveniji in tujini. Po podatkih Statističnega urada Republike Slovenije je na dan 16. oktober 2016 v Sloveniji uporabljalo ta priimek 763 oseb. Med vsemi priimki je po pogostnosti uvrščen na 276. mesto.

## Znani slovenski nosilcipriimka
- Alenka Veber (*1968), urednica, fotografinja, ljubiteljska etnologinja in publicistka
- Danilo Veber (1913—1982), igralec
- David Veber (*1988), skladatelj
- France Veber (1890—1975), filozof, univerzitetni profesor
- Glorjana Veber (*1981), pesnica, literarna /itd./ teoretičarka ...
- Janko Veber (*1960), gradbenik in politik
- Klemen Veber (*1970), skladatelj, baletni plesalec in zvokovni mojster
- Marjan Veber (*1951), kemik, univ. prof.
- Matic Veber (*1988), skladatelj
- Miro Veber (1916—?), igralec
- Mitja Veber, strojnik, vodja Medpodjetniškega izobraževalnega centra Novo mesto
- Norbert Veber (1912—1974), sindikalist, politik, gospodarstvenik
- Petra Veber (*1971), gledališčnica, scenografka, oblikovalka
- Petra Veber Rojnik (1972—2015), igralka
- Rajmund Veber (*1950), policist
- Tanja Veber (*1989), naj prostovoljka 2015 (socialna pedagoginja)
- Tom Veber (*1995), pesnik, performer, vizualni umetnik, urednik in kulturni producent
- Uroš Veber, VJ (vizulano-glasbrno-elektronski umetnik)
- Vasja Veber, pobudnik urednitve zakonodaje Airbnb v Sloveniji
- Vlado Veber (1930—1979), športnik, glasbenik, športni delavec in pedagog

## Znani tuji nosilci priimka
- Jiří Veber (*1968) češki hokejist